# Rosie Hackett Bridge
Die Rosie Hackett Bridge,  irisch Droichead Róise Haicéid ist eine Straßenbrücke über den Fluss Liffey in Dublin, Irland. Die Brücke ist nach der Gewerkschaftsaktivistin Rosie Hackett (1893–1976) benannt.

## Geschichte
Die Rosie Hackett Bridge war 2021 die neueste Brücke über den Liffey im Stadtzentrum von Dublin und ist die einzige Brücke über den Fluss, die den Namen einer Frau trägt. Die Sarah Bridge hatte ihren Namen 1922 im Rahmen der Unabhängigkeit Irlands verloren. Ursprünglich von der Stadt nur als Fußgängerbrücke zur Verbindung von Marlborough Street und Hawkins Street in den Dublin City Development Plan aufgenommen, war sie auch auf nationaler Ebene in den Verkehrsplänen vorgesehen. Der Bau begann im Februar 2012, die Brücke wurde am 20. Mai 2014 eröffnet.

## Bauwerk
Die Brücke ist eine elegante einfeldrige Betonkonstruktion mit einer Spannweite von 47 Metern und einer Breite von 26 Metern. Die Brückenplatte besteht aus vorgespanntem hochfestem Beton, der die Konstruktionshöhe klein hielt, sodass die Brücke dank des geringen Gewichtes des Überbaus ohne Mittelpfeiler ausgeführt werden konnte. Die Brücke ist mit Hochwasserschutzwänden ausgestattet, die gleichzeitig als öffentliche Sitzgelegenheiten und Blumenkübel dienen. Die Fußgängerwege sind breit, die Geländer sind transparent gehalten, um einen guten Blick auf den Fluss zu ermöglichen und der Konstruktion ein elegantes und schlankes Profil zu verleihen.